# Eastern Conference (National Basketball Association)
Eastern Conference i National Basketball Association (NBA). Den bildades inför säsongen 1970/1971 och tog över efter Eastern Division.
Eastern Conference-mästare blir det lag som når hela vägen fram till NBA-finalen och har ingen betydelse för vilken placering laget fick i grundserien.
Från säsongen 1970/1971 till och med säsongen 2003/2004 innehöll Eastern Conference två stycken divisioner (Atlantic och Central), men från och med 2004/2005 finns det tre divisioner då även Southeast har tillkommit.

## Divisionerna
Från och med säsongen 2004/2005 spelar följande klubbarna i divisionerna:

## Eastern Conference-mästare
Eastern Conference hette Eastern Division fram tills 1970.
- 1947: Philadelphia Warriors
- 1948: Philadelphia Warriors
- 1949: Washington Capitols
- 1950: Syracuse Nationals
- 1951: New York Knicks
- 1952: New York Knicks
- 1953: New York Knicks
- 1954: Syracuse Nationals
- 1955: Syracuse Nationals
- 1956: Philadelphia Warriors
- 1957: Boston Celtics
- 1958: Boston Celtics
- 1959: Boston Celtics
- 1960: Boston Celtics
- 1961: Boston Celtics
- 1962: Boston Celtics
- 1963: Boston Celtics
- 1964: Boston Celtics
- 1965: Boston Celtics
- 1966: Boston Celtics
- 1967: Philadelphia 76ers
- 1968: Boston Celtics
- 1969: Boston Celtics
- 1970: New York Knicks
- 1971: Baltimore Bullets
- 1972: New York Knicks
- 1973: New York Knicks
- 1974: Boston Celtics
- 1975: Washington Bullets
- 1976: Boston Celtics
- 1977: Philadelphia 76ers
- 1978: Washington Bullets
- 1979: Washington Bullets
- 1980: Philadelphia 76ers
- 1981: Boston Celtics
- 1982: Philadelphia 76ers
- 1983: Philadelphia 76ers
- 1984: Boston Celtics
- 1985: Boston Celtics
- 1986: Boston Celtics
- 1987: Boston Celtics
- 1988: Detroit Pistons
- 1989: Detroit Pistons
- 1990: Detroit Pistons
- 1991: Chicago Bulls
- 1992: Chicago Bulls
- 1993: Chicago Bulls
- 1994: New York Knicks
- 1995: Orlando Magic
- 1996: Chicago Bulls
- 1997: Chicago Bulls
- 1998: Chicago Bulls
- 1999: New York Knicks
- 2000: Indiana Pacers
- 2001: Philadelphia 76ers
- 2002: New Jersey Nets
- 2003: New Jersey Nets
- 2004: Detroit Pistons
- 2005: Detroit Pistons
- 2006: Miami Heat
- 2007: Cleveland Cavaliers
- 2008: Boston Celtics
- 2009: Orlando Magic
- 2010: Boston Celtics
- 2011: Miami Heat
- 2012: Miami Heat
- 2013: Miami Heat
- 2014: Miami Heat
- 2015: Cleveland Cavaliers
- 2016: Cleveland Cavaliers
- 2017: Cleveland Cavaliers
- 2018: Cleveland Cavaliers
- 2019: Toronto Raptors

NBA-mästare märkta i fetstil

## Eastern Conference-titlar
- 21: Boston Celtics
- 9: Philadelphia 76ers (+ Syracuse Nationals)
- 8: New York Knicks
- 6: Chicago Bulls
- 5: Miami Heat
- 5: Detroit Pistons
- 5: Cleveland Cavaliers
- 4: Washington/Baltimore Bullets
- 3: Philadelphia Warriors
- 2: New Jersey Nets
- 2: Orlando Magic
- 1: Indiana Pacers
- 1: Toronto Raptors
- 1: Washington Capitols *

* = Spelar inte längre i Eastern Conference